# 松鼠山谷 (加利福尼亞州)
松鼠山谷（英語：Squirrel Mountain Valley）是位於美國加利福尼亞州克恩縣的一個人口普查指定地區。

## 地理
松鼠山谷的座標為35°37′24″N 118°24′35″W / 35.62333°N 118.40972°W，而該地最高點為海拔高度884米（即2900英尺）。

## 人口
根據2010年美國人口普查的數據，松鼠山谷的面積為1.848平方千米，當中陸地面積為1.848平方千米，而水域面積為0.000平方千米。當地共有人口547人，而人口密度為每平方千米295人。